# ورد إبري
ورد إبري (الاسم العلمي:Rosa acicularis) هو نوع من النباتات يتبع جنس الورد من الفصيلة الوردية.

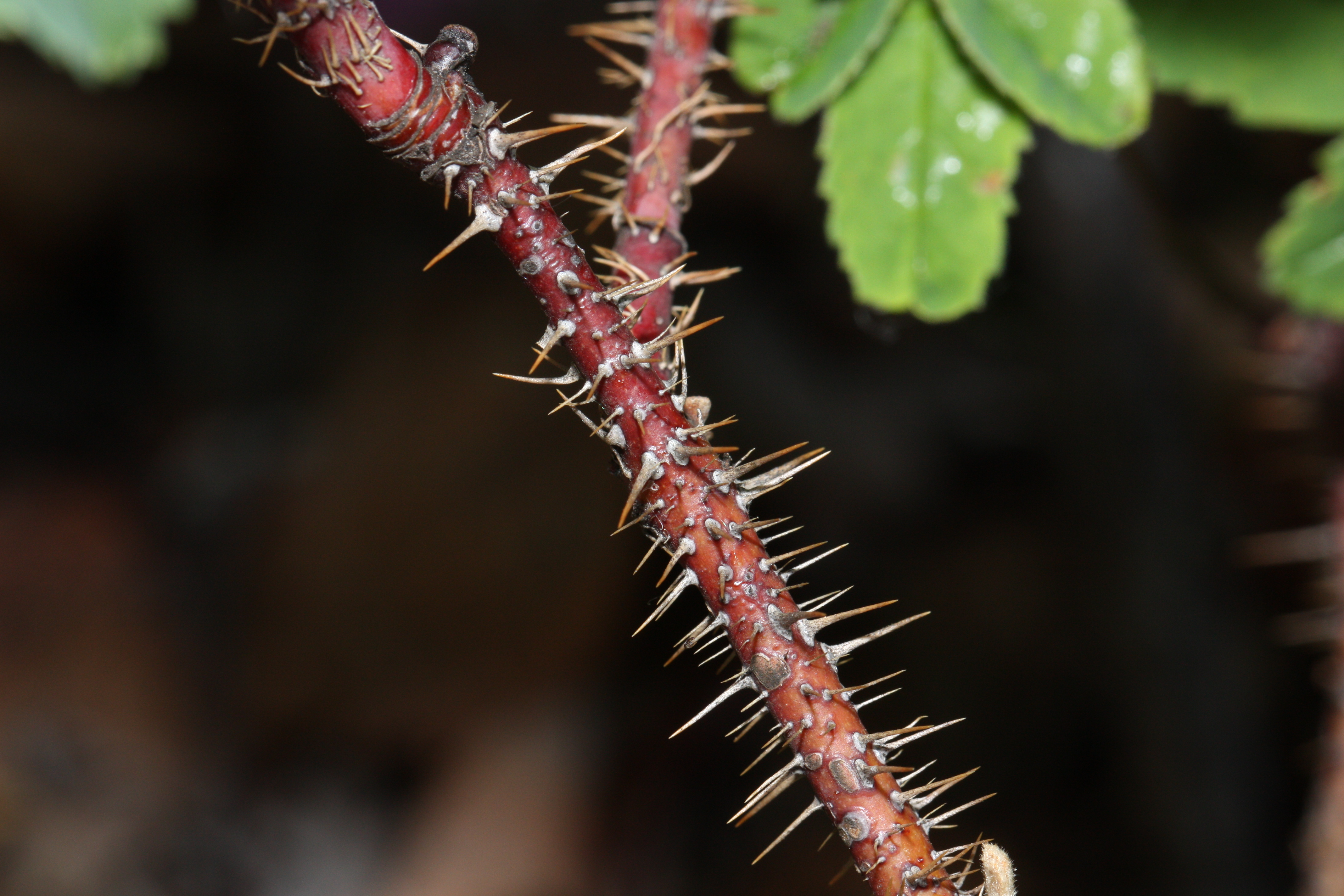
الساق الكبيرة عادة ما تكون مغطاة بالأشواك الكثيفة.
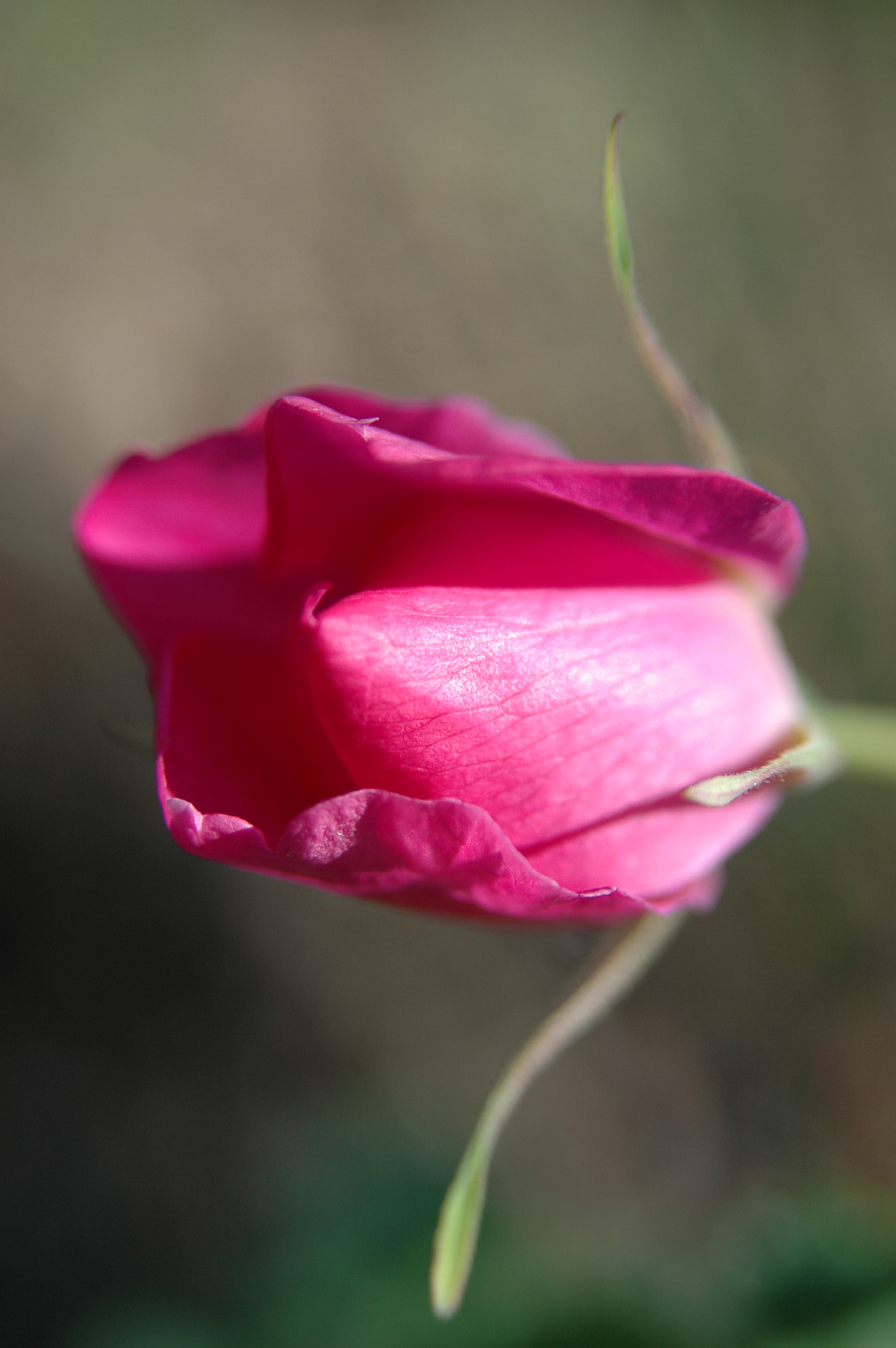
الزهور الشابة تكون أكثر قتامة في اللون.
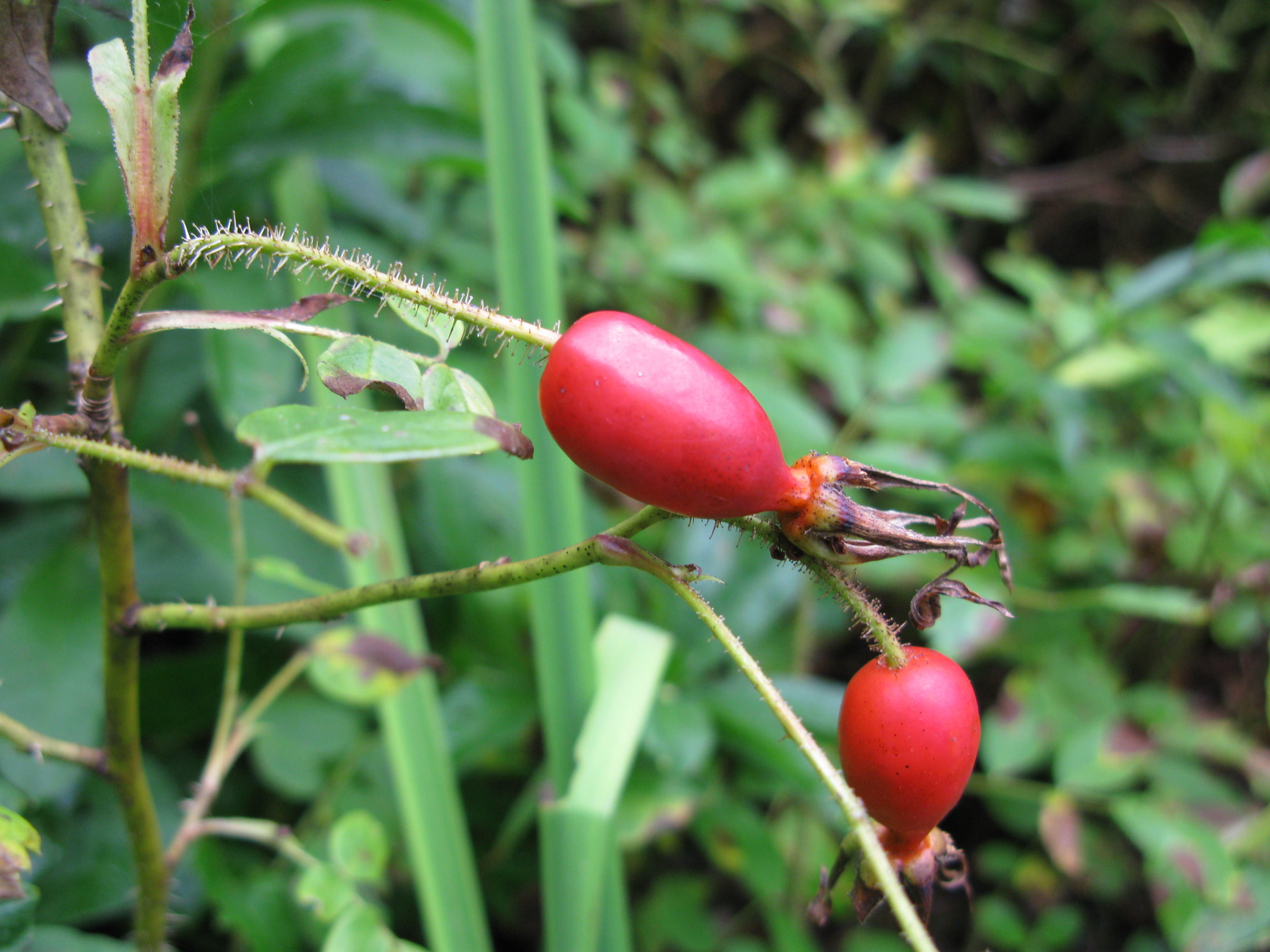
الثمار يمكن أن تأخذ الشكل المتطاول كما هو موضح هنا أو الشكل المستدير تقريب.
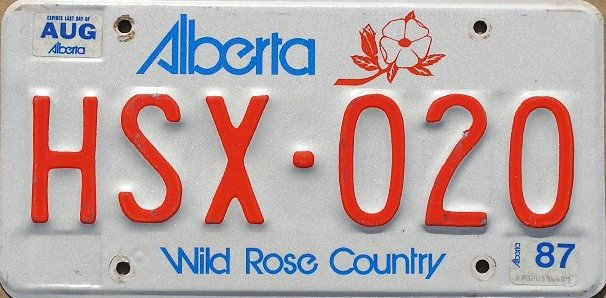
منذ عام 1987 تم وضع صورة الورد الإبري على لوحات السيارات في مقاطعة ألبرتا الكندية.